# Lobidiopteryx thomae
Lobidiopteryx thomae là một loài bướm đêm trong họ Geometridae.